# Andrzej Maria Deskur
Andrzej Maria Deskur, né le 29 février 1924 à Sancygniów en Pologne, mort le 3 septembre 2011  est un cardinal polonais de la Curie romaine, président du Conseil pontifical pour les communications sociales de 1974 à 1984.

## Biographie

### Prêtre
Andrzej Maria Deskur, issu d'une famille de la noblesse polonaise, obtient un doctorat en droit à l'Université Jagellonne de Cracovie en 1945. Il est alors secrétaire général de l'organisation étudiante Bratniak.
Dès 1948, Andrzej Maria Deskur continue ses études à l'Université de Fribourg, où il obtient un doctorat en théologie en 1952. Durant cette période, il est également ordonné prêtre le 20 août 1950. 
Après deux ans d'activités pastorales en Suisse, il est appelé à Rome pour travailler à la Secrétairerie d'État. Il y est successivement sous-secrétaire de la commission pontificale pour la cinématographie, la radio et la télévision, puis secrétaire du secrétariat pour la presse et les médias pendant le concile Vatican II.

### Évêque
En 1970, il est nommé secrétaire du Conseil pontifical pour les communications sociales. Il en devient président en septembre 1973 et est consacré évêque par le pape Paul VI en personne le 30 juin 1974.
Le 13 octobre 1978, quelques jours avant l'élection comme pape de son ami Karol Wojtyła, il est victime d'une crise cardiaque qui le cloue sur un fauteuil roulant pour le reste de son existence.
Il se retire de cette charge à 60 ans, le 8 avril 1984.

### Cardinal

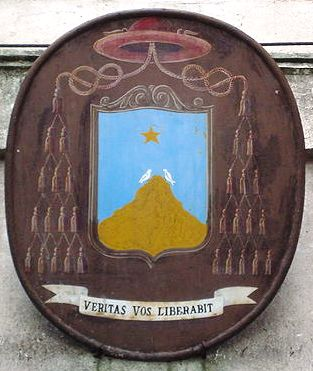
Le blason du cardinal Andrzej Maria Deskur

Il est créé cardinal par le pape Jean-Paul II lors du consistoire du 25 mai 1985 avec le titre de cardinal-diacre de San Cesareo in Palatio.
Il est élevé au rang de cardinal-prêtre le 29 janvier 1996.